# جک لاولس
جک لاولس (به انگلیسی: Jack Lawless) (زاده ۲۰ سپتامبر ۱۹۸۷) موسیقی‌دان آمریکایی است.
او عضو گروه دی‌ان‌سی‌ای است.